# Katharina Krawagna-Pfeifer
Katharina Krawagna-Pfeifer (* 1956 in Traun, Oberösterreich) ist eine österreichische Journalistin.

## Leben
Katharina Krawagna-Pfeifer wuchs im Stadtteil St. Martin der Stadt Traun mit vier Geschwistern auf. Gemeinsam mit ihrer Zwillingsschwester besuchte Krawagna-Pfeifer die Volksschule in St. Martin in Traun und die Hauptschule der Vöcklabrucker Schulschwestern in Linz. Ab 1970 besuchte sie das naturwissenschaftliche Realgymnasium Wels, wo sie 1974 maturierte. 1974 inskribierte sie zunächst an der Universität Salzburg Rechtswissenschaften und Publizistik und wechselte dann an die Universität Linz, wo sie 1978 als Rechtswissenschafterin promovierte.
Bereits in der Studienzeit (1974–1978) arbeitete sie von 1974 bis 1978 als freie Journalistin für die Salzburger Nachrichten in deren Linzer Redaktion. Nach einem Studienaufenthalt in Paris wurde sie im August 1979 innenpolitische Redakteurin der Salzburger Nachrichten in Salzburg. 1993 wechselte sie zur Wiener Tageszeitung Der Standard als Leiterin der innenpolitischen Redaktion. 2002 übernahm sie die Leitung des Europäische-Union-Büros der Tageszeitung Der Standard in Brüssel. Sie beschäftigte sich intensiv mit dem Verfassungskonvent unter der Leitung von Valéry Giscard d’Estaing und der EU-Osterweiterung.
2003 engagierte sie der damalige SPÖ-Parteivorsitzende und spätere Bundeskanzler Alfred Gusenbauer als Kommunikationschefin der SPÖ. Gegen parteiinternen Widerstand setzte sie die so genannte „startklar“ Tour durch. Gusenbauer besuchte alle Bezirke Österreichs, um intensiv mit der Bevölkerung in einen Dialog zu kommen. Am 1. Mai 2005 kündigte Krawagna-Pfeifer ihr Arbeitsverhältnis mit der SPÖ wegen heftiger interner und öffentlicher Kritik an Gusenbauer. Ihr Nachfolger als SPÖ-Kommunikationschef wurde Josef Kalina. Die „startklar“ Tour wurde 2006 im Intensivwahlkampf wieder aufgelegt.
Bekannt wurde Krawagna-Pfeifer vor allem durch ihre Interviews mit Politikern, Schriftstellern, Aktivistinnen des Feminismus sowie Publizisten, unter anderem durch jenes mit dem ÖVP-Politiker Andreas Khol: „Die FPÖ steht außerhalb des Verfassungsbogens“ oder mit der deutschen Schriftstellerin und Publizistin Marion Gräfin Dönhoff am Höhepunkt der Waldheim-Affäre, der italienischen Feministin Rossana Rossanda oder dem Südtiroler Grün-Politiker Alexander Langer in den Salzburger Nachrichten. In den 1980er Jahren hatte sie Kontakte mit dem Salzburger Literaten- und Schriftstellerkreis um Max Blaeulich, Ludwig Hartinger und Karl-Markus Gauß, die sich intensiv in der Zeitschrift Literatur und Kritik engagierten und sich gemeinsam mit Krawagna-Pfeifer am Höhepunkt der Revolution in Rumänien (1989) um die Ausreise des betagten und in Westeuropa damals fast vergessenen rumänischen Surrealisten Gellu Naum erfolgreich bemühten. An den Dokumentationsreihen Zeitzeugen und Feindbilder, die gemeinsam vom ORF-Landesstudio Salzburg, der Universität Salzburg und den Salzburger Nachrichten durchgeführt wurden, arbeitete sie mit.
Die Bildung der schwarz-blauen Koalition (ÖVP und FPÖ) unter der Führung von Wolfgang Schüssel im Jänner 2000 betrachtet sie als coup d’état. Gemeinsam mit dem Verein Mattseer Konferenz (Obfrau Ursula Napravnik von der seinerzeitigen Botschaft der besorgten Bürger am Wiener Ballhausplatz) – einer losen Vereinigung von politisch engagierten Frauen aus Wirtschaft, Kunst, Kultur und Medienschaffenden aus Salzburg und Wien, die sich Ende der 1990er Jahre in Salzburg wegen einer heftigen Auseinandersetzung um die Frage, wer den öffentlichen Raum in Salzburg „bespielen“ darf, konstituierte – organisierte sie im Februar 2010 die Ausstellung Geachtet – Geächtet anlässlich des Jahrestags der zehn Jahre davor angelobten schwarz-blauen Koalition unter Führung von Bundeskanzler Wolfgang Schüssel im Ragnarhof in Wien-Ottakring. Zeitgleich wurde der Sammelband Sanktionen. präsentiert. Wegen ihres darin enthaltenen Beitrags Die Demoralisierung Österreichs. kam es zur Klage Wolfgang Schüssels gegen die Autorin, die Herausgeber und den Verlag. Der Studienverlag stellte im Zuge der gerichtlichen Auseinandersetzung Bewerbung und Verbreitung des Buchs ein. Der Prozess endete im Oktober 2010 mit einem Vergleich. Wegen ihrer Erfahrungen während der gerichtlichen Auseinandersetzungen entschloss sich Krawagna-Pfeifer ihr 1979 am Bezirksgericht Linz-Urfahr zugunsten der journalistischen Karriere unterbrochenes Gerichtsjahr (es wurde mittlerweile auf insgesamt neun Monate verkürzt) 2013 am Landesgericht Salzburg fortzusetzen und zu beenden. Bei den Kirchberger Gesprächen im Oktober 2012, die unter dem Motto „Justiz, Gesellschaft und Politik“ standen, beschäftigte sie sich in ihrem Vortrag Das Recht als Pipeline der Macht in Zeiten der Hyperkorruption und Umbrüchen der Gesellschaft mit grundsätzlichen Fragen von Korruption (Stichwort Eurofighter-Ankauf, Hypo-Alpe-Adria-Skandal), der Wahrnehmung durch die Öffentlichkeit und der Aufarbeitung durch die Justiz.
Katharina Krawagna-Pfeifer lebt und arbeitet als Publizistin, Journalistin und Kommunikationsstrategin in Salzburg und Wien. Allwöchentlich erschien in den Salzburger Nachrichten unter dem Format Kontroverse eine Streitkolumne zu Fragen der nationalen und internationalen Politik.

## Auszeichnungen
- 1997 Kurt-Vorhofer-Preis für Qualitätsjournalismus in Österreich, überreicht vom damaligen Ersten Nationalratspräsidenten Heinz Fischer. In ihrer Dankesrede Eine Frage des Charakters beschrieb sie ihre grundsätzliche Haltung zum Journalismus und ging dabei insbesondere auf moralisch-ethische Fragen ein. Die Hälfte des Preisgeldes spendete sie der Flüchtlingshelferin Maria Loley.

## Publikationen
- mit Rudolf Semotan (Fotos): Die Vranitzky-Jahre. Austria Medien Service, Graz 1996, ISBN 3-85333-020-7.
- Die Wege entstehen im Gehen. Alfred Gusenbauer im Gespräch mit Katharina Krawagna-Pfeifer und Armin Thurnher. Fotografien von Dieter Brasch, Renner-Institut, Czernin-Verlag, Wien 2008, ISBN 978-3-7076-0243-2.

Beiträge
- In: Sanktionen. Zehn Jahre danach. Die Maßnahmen der Europäischen Union gegen die österreichische Regierung im Jahr 2000. StudienVerlag, Innsbruck-Wien-Bozen 2010, ISBN 978-3-7065-4823-6.
- Der schwarz-blaue Karneval oder die groteske rot-weiß-rote  Zeit. In: Frederick Baker, Petra Herczeg (Hrsg.): Die beschämte Republik. Zehn Jahre nach Schwarz-Blau in Österreich. Czernin Verlag, Wien 2010, ISBN 978-3-7076-0313-2, S. 42ff.
- Die rote Johanna, gehaßt und geliebt. In: Eva Kreisky, Margit Niederhuber (Hrsg.): Johanna Dohnal. Eine andere Festschrift. Milena Verlag, Wien 1998, ISBN 3-85286-068-7.
- Die Wahrnehmung der kleinen (und nicht so kleinen) Dinge, gemeinsam mit Andreas Koller. In: Rubina Möhring (Hrsg.): Österreich allein zu Hause. Politik, Medien und Justiz nach der politischen Wende. Holger Ehling Publishing, Frankfurt am Main, London 2001, ISBN 3-88939-587-2.
- Lasst euch nicht an die Seite drängen – Marlies Hesse. In: Birgit Buchinger, Renate Böhm, Ela Großmann (Hrsg.): Kämpferinnen. Mandelbaum, Wien Berlin 2021, ISBN 978-3-85476-984-2, S. 56–73.